# Вилчеле (Ковасна)
Вилчеле (рум. Vâlcele) — село у повіті Ковасна в Румунії. Адміністративний центр комуни Вилчеле.
Село розташоване на відстані 160 км на північ від Бухареста, 8 км на захід від Сфинту-Георге, 22 км на північ від Брашова.

## Населення
За даними перепису населення 2002 року у селі проживали 1153 особи.
Національний склад населення села:
| Національність | Кількість осіб | Відсоток |
| -------------- | -------------- | -------- |
| цигани         | 595            | 51,6%    |
| румуни         | 482            | 41,8%    |
| угорці         | 72             | 6,2%     |

Рідною мовою назвали:
| Мова      | Кількість осіб | Відсоток |
| --------- | -------------- | -------- |
| румунська | 1074           | 93,1%    |
| угорська  | 75             | 6,5%     |